# Nuoto per salvamento ai Giochi mondiali 2022 - 100 m traino manichino con pinne maschile
La gara dei 100 m traino manichino con pinne maschile di nuoto per salvamento ai Giochi mondiali 2022 si è svolta l'11 luglio 2022 a Birmingham. Il programma non prevedeva turni preliminari ma solamente la finale.

## Risultati
| Pos | Atleta                           | Nazione  | Tempo |
| --- | -------------------------------- | -------- | ----- |
|     | Tim Brang                        | Germania | 50.48 |
|     | Francisco Javier Catala Llinares | Spagna   | 51.63 |
|     | Alberto Turrado Alvarez          | Spagna   | 52.92 |
| 4   | Andrea Niciarelli                | Italia   | 53.08 |
| 5   | Florian Delahaye                 | Francia  | 53.34 |
| 6   | Corentin Stavart                 | Belgio   | 53.46 |
| 7   | Fabio Pezzotti                   | Italia   | 54.01 |
| DSQ | Kevin Lehr                       | Germania | DSQ   |